# Tolga Mendi
Tolga Mendi, född 23 mars 1993 i Adana i Turkiet, är en turkisk TV-skådespelare.

## Biografi
Tolga Mendi avlade examen från İsmail Safa Özler German Anatolian High School och fortsatte att studera till byggnadsingenjör vid Çukurova University. Efter att ha studerat skådespeleri i två terminer, inleddes Mendis karriär i den turkiska TV-kanalen Show TV med turkiska serien Acı Aşk (Love, Bitter) och Rüzgarın Kalbi (The Heart of the Wind) på en annan turkisk TV-kanal. Tolga Mendi blev känd främst i Yeni Gelin (New Bride), som sändes 2015 på Show TV, där han spelade huvudrollen som Hazar Bozok. Mendi spelar huvudrollen Selim Kutlusay i TV-serien Sol Yanım, som sänds på Star TV.

## Filmografi

### TV-serier
| Tv   | Tv             | Tv             | Tv           |
| År   | Titel          | Roll           | Anteckningar |
| ---- | -------------- | -------------- | ------------ |
| 2015 | Acı Aşk        | Haydar         |              |
| 2016 | Rüzgarın Kalbi | Cenk           |              |
| 2017 | Yeni Gelin     | Hazar Bozok    | Huvudroll    |
| 2020 | Sol Yanım      | Selim Kutlusay | Huvudroll    |